# Granja del Pas
La Granja del Pas és un mas situat al límit del terme municipal de Sabadell amb el de Barberà del Vallès (fins a l'any 1959, íntegrament dins de Barberà), en unes terres que anteriorment incloïen diverses masies i que ara en gran part són ocupades per l'Aeròdrom de Sabadell. Abans del segle xviii s'havia anomenat mas Castellar i mas Murtra i, de llavors ençà, Granja del Pas o can Font del Pla. L'edifici és format per un pis i unes golfes amb vessants d'aigües laterals. Era una granja dedicada a l'activitat ramadera.
El 1901, Santiago Pascual comprà la finca i l'anomenà Granja del Pas per la proximitat al pas a nivell del tren, aconseguí la concessió del reg i transformà la finca en regadiu i en granja lletera. Als anys 1990, després de la cessió a l'Ajuntament de Sabadell, es restaurà la masia i s'hi habilità el Centre de Divulgació de Divulgació Mediambiental.
El 1959 l'Ajuntament va posar el nom del mas a un carrer nou que s'anomenà "passatge de la Granja del Pas", el qual és al Districte 6, al barri de la Creu de Barberà, dins el parc Central del Vallès.